# Эвакуация тела В. И. Ленина в Тюмень
Эвакуация тела В. И. Ленина в Тюмень была предпринята в ходе эвакуации культурно-исторических ценностей Московского Кремля в первый период Великой Отечественной войны по инициативе коменданта Кремля Николая Кирилловича Спиридонова.

## Оценка опасности
После начала Великой Отечественной войны техническая комиссия под руководством академика Щусева, военного инженера 1-го ранга Вахуркина, инженеров Смирнова, Кудина и Никитина рассматривала возможности укрепления бетонного здания Мавзолея дополнительными металлическими конструкциями из имеющихся на складе металлических балок Дворца Советов, засыпки Мавзолея двухметровым слоем песка снаружи и полной засыпки внутри, создания ложной цели, однако в результате пришла к выводу, что никакие из перечисленных мер не уберегут от разрушительного действия фугасной бомбы при прямом попадании.
26 июня 1941 года политбюро ЦК ВКП(б) приняло решение об эвакуации тела Ленина из Москвы. Вопрос этот поднял комендант Кремля Н. К. Спиридонов, лично отвечавший за сохранность тела. Аналогичное мнение выразил в письме Микояну профессор-биохимик Б. И. Збарский, предложив организовать эвакуацию тела в безопасный тыл. Для эвакуации был выбран город Тюмень, где было решено разместить особый груз в здании Сельскохозяйственного техникума.
2 июля было принято секретное решение Совета народных комиссаров СССР по данному вопросу. Полная ответственность за сохранность тела В. И. Ленина в пути и на месте назначения возлагалась на Б. И. Збарского, которому выделяли 3 ассистентов и 5 человек обслуживающего персонала. Эвакуация началась 3 июля 1941 года силами специальной группы Управления комендатуры Московского Кремля.

## Перевозка
«В Мавзолее тело 17 лет лежало неподвижно, а тут его надо было везти и на машине, и несколько суток поездом. В Мавзолее оно сохранялось при неизменной температуре 16 градусов, а третьего июля на улице была адская жара, 37 градусов в тени, такая же жара в вагонах и в самой Тюмени. О, мы натерпелись страхов и намучились! Но наш метод выдержал все испытания», — вспоминал профессор Збарский.
3 июля 1941 года Мавзолей опустел. Согласно акту на основании приказа наркома госбезопасности № 00255 были отправлены в Тюмень тело, пуля, извлечённая из тела Ленина при ранении, сердце и препараты мозга, а также журнал манипуляций персонала, отвечавшего за бальзамирование.
Руководство операции было возложено за заместителя коменданта Кремля, старшего майора госбезопасности Д. Н. Шадрина. Специальная сцепка из трех вагонов, в которых разместились тело В. И. Ленина, лаборатория профессора Б. И. Збарского и его сотрудники, а также охрана во главе с комендантом Мавзолея старшим лейтенантом госбезопасности Кирюшиным, отправились в Тюмень. Перед входом в Мавзолей, замаскированный под двухэтажный домик с мезонином, как и раньше, несли службу солдаты кремлёвского гарнизона.
7 июля 1941 года в 9 часов 5 минут московского времени поезд прибыл на станцию назначения. Сначала Збарскому не понравилось выделенное помещение, однако по размышлении он согласился его использовать, и 9 июля тело было перемещено в помещение Тюменского сельскохозяйственного техникума, ранее предназначавшегося по мобилизационному плану под госпиталь. Для обслуживания московской бригады были подобраны надёжные люди из числа местных коммунистов, которые не имели представления о сути миссии Збарского.

## Хранение
Здание Тюменского сельхозтехникума обнесли высоким забором, а окна комнаты на втором этаже (могильный зал), где хранилось тело, заложили кирпичом.
В Тюмени в 1942 году Илья Збарский обнаружил на кожных покровах тела плесень, в том числе чёрную. Бригада биохимиков предприняла невероятные усилия, чтобы ликвидировать очаги плесени и вернуть телу первоначальный вид.
Каждые десять дней Борис Ильич Збарский лично по телефону докладывал Сталину о состоянии тела и обо всех происшествиях.
Перед отправкой в Москву для Ильича в местном ателье даже сшили новый костюм.
В декабре 1943 года в Тюмень приезжала правительственная комиссия во главе с наркомом здравоохранения СССР Г. А. Митерёвым, в составе академиков А. И. Абрикосова, Н. Н. Бурденко и Л. А. Орбели. Они признали, что «тело Ленина за 20 лет не изменилось. Оно хранит облик Ильича, каким он сохранился в памяти советского народа».
Приказ о реэвакуации тела Ленина был подписан 29 марта 1945 года. В апреле тело было возвращено в Москву. 12 сентября Сталин подписал приказ о возобновлении доступа в мавзолей.
Указом Президиума Верховного Совета СССР от 26 июля 1945 года за выдающиеся научные достижения, имеющие важное государственное значение, Борису Ильичу Збарскому было присвоено звание Героя Социалистического Труда с вручением ордена Ленина и золотой медали «Серп и Молот».

## Память
В 1964 году секретарь Тюменского областного комитета КПСС Б. Щербина обратился в ЦК КПСС за разрешением установить мемориальную доску на здании бывшего Тюменского сельскохозяйственного техникума, куда было эвакуировано тело В. И. Ленина, и создать в мемориальной комнате кабинет марксизма-ленинизма. Однако это обращение осталось без ответа.
Однако в конце концов мемориальная доска на здании появилась, а кабинет марксизма-ленинизма — нет.

## Интересные факты
Главный редактор «Вояж и отдых» Владимир Снегирев в 2018 году приводил пример, который считал вершиной «жёлтого бреда» в России 1990-х годов:

Пришёл Ариф Алиев, который прежде сотрудничал с «Экспресс-газетой». Он тогда быстро раскусил специфику бульварной прессы и написал, как мне кажется, материал, который можно было считать вершиной «жёлтого бреда». В его статье, посвящённой эвакуации тела Ленина из Москвы в Тюмень во время войны, утверждалось, что солдаты-эвакуаторы с голодухи съели мумию вождя. И газета эту галиматью напечатала.